# لطفی الزعبی
لطفی الزعبی یک روزنامه‌نگار اردنی، متولد ۱۹۷۳ میلادی در روستای جیفین، در شمال اردن است.

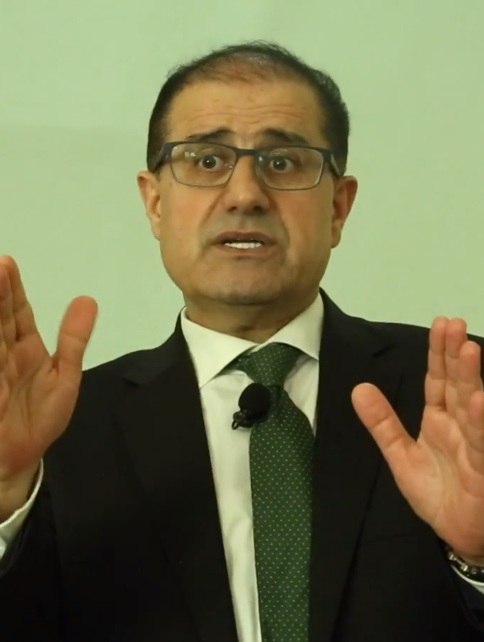
لطفی الزعبی، ۱۰ آوریل ۲۰۱۸

## زندگی‌نامه
الزعبی دارای مدرک فوق لیسانس در رسانه‌های ورزشی از دانشگاه اردن است. وی از سال ۲۰۰۳ به عنوان پخش کننده و سردبیر در شبکه العربیه مشغول به کار است. او از سال ۱۹۸۸ تا ۱۹۹۸ در تلویزیون اردن کار کرد و از سال ۱۹۹۸ تا سال ۲۰۰۳ به کانال ماهواره‌ای الجزیره پیوست. وی یکی از برجسته‌ترین پخش کننده‌های ورزشی در العربیه است.